# أليكس دي روكو
أليكس دي روكو (30 ديسمبر 1970 في فرنسا - ) (بالفرنسية: Alex Di Rocco)‏ هو لاعب كرة قدم فرنسي في مركز الهجوم. لعب مع فاوبان ستراسبورغ ونادي أبردين ونادي أميين ونادي تروا ونادي سانت إتيان ونادي سانت دي ونادي سيدان ونادي كاين وSAS Épinal ‏ وRCS La Chapelle ‏.

## وصلات خارجية
- أليكس دي روكو على موقع قاعدة بيانات كرة القدم.إي يو (الإنجليزية)
- أليكس دي روكو على موقع Soccerbase.com (لاعب) (الإنجليزية)
- أليكس دي روكو على موقع عالم كرة القدم.نت (الإنجليزية)